# Kemerida
Kemerida est un village du Togo.

## Géographie
Kemerida est situé à environ 25 km de Kara, dans la préfecture de Binah , région de la Kara.

## Vie économique
- Marché au bétail

## Lieux publics
- École primaire
- Dispensaire

## Person Morale
ALI Benjamin - President de Comite Villageois du Development
HOBBS Cameron - PCV